# Burg Cetin
Die Burgruine Cetin (deutsch veraltet Czettin) befindet sich in der Gemeinde Cetingrad, in Kroatien. 

## Geschichte
Cetin war im Mittelalter im Besitz des kroatischen Adelsgeschlechts der Frankopanen. Ivan Frankopan Cetinski starb 1493 in der Schlacht auf dem Krbava-Feld. Danach wurde Juraj III. Frankopan von Slunj Besitzer der Burg. Am 1. Januar 1527 wählte der kroatische Sabor in Cetin Ferdinand I. von Habsburg zum kroatischen König und bestätigte das mit der Charta von Cetingrad. Vom 16. bis 19. Jahrhundert gehörte Cetin zur Militärgrenze oder war in türkischen Händen. Im Russisch-Österreichischen Türkenkrieg wurde die Burg 1790 schwer beschädigt und am 20. Juli durch die kaiserliche Armee erobert. Im 19. Jahrhundert wurde Cetin von seinen Bewohnern verlassen und die Jurisdiktion wurde ins nahegelegene Cetingrad verlegt.

## Siehe auch

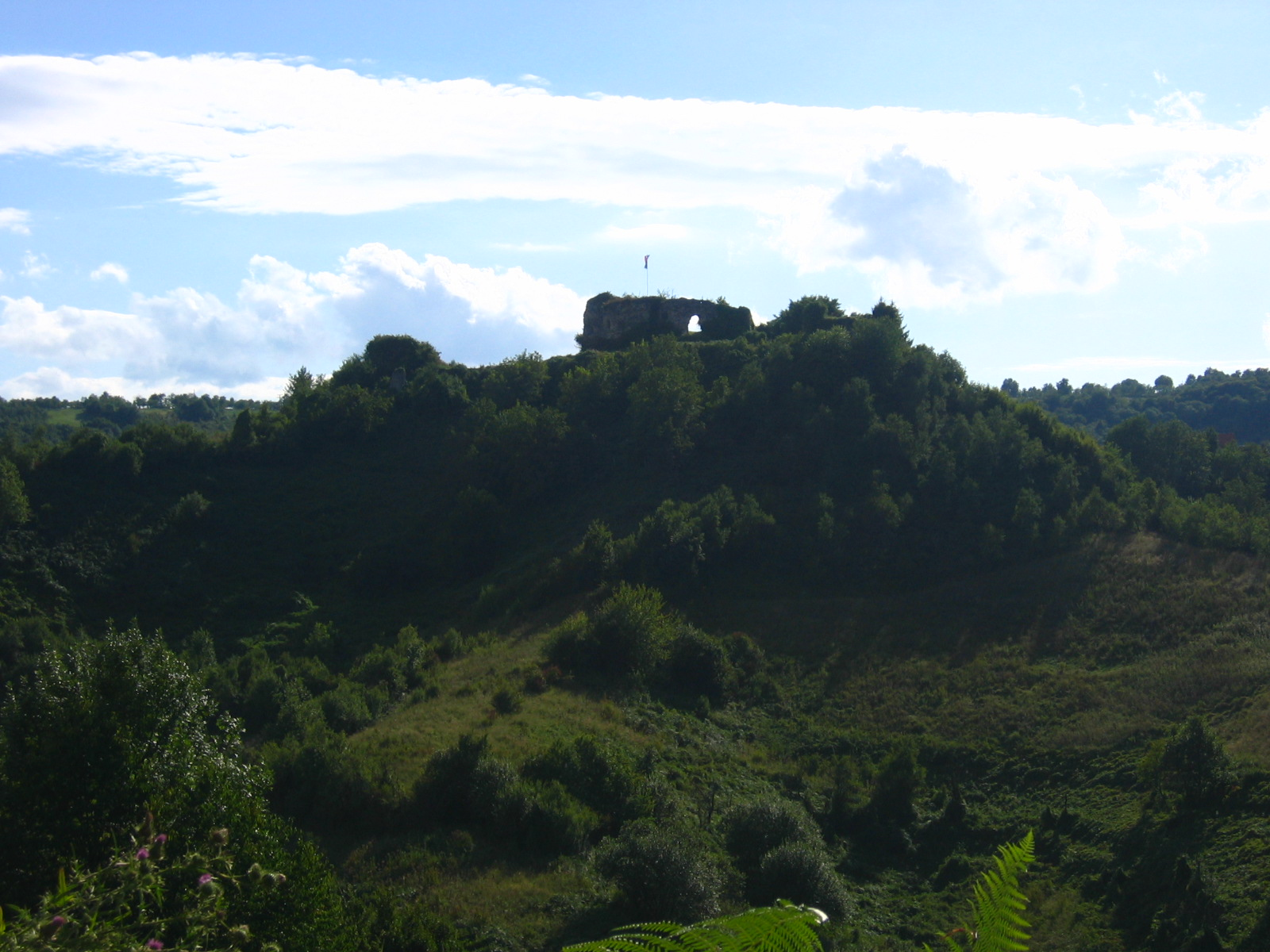
Burg Cetin
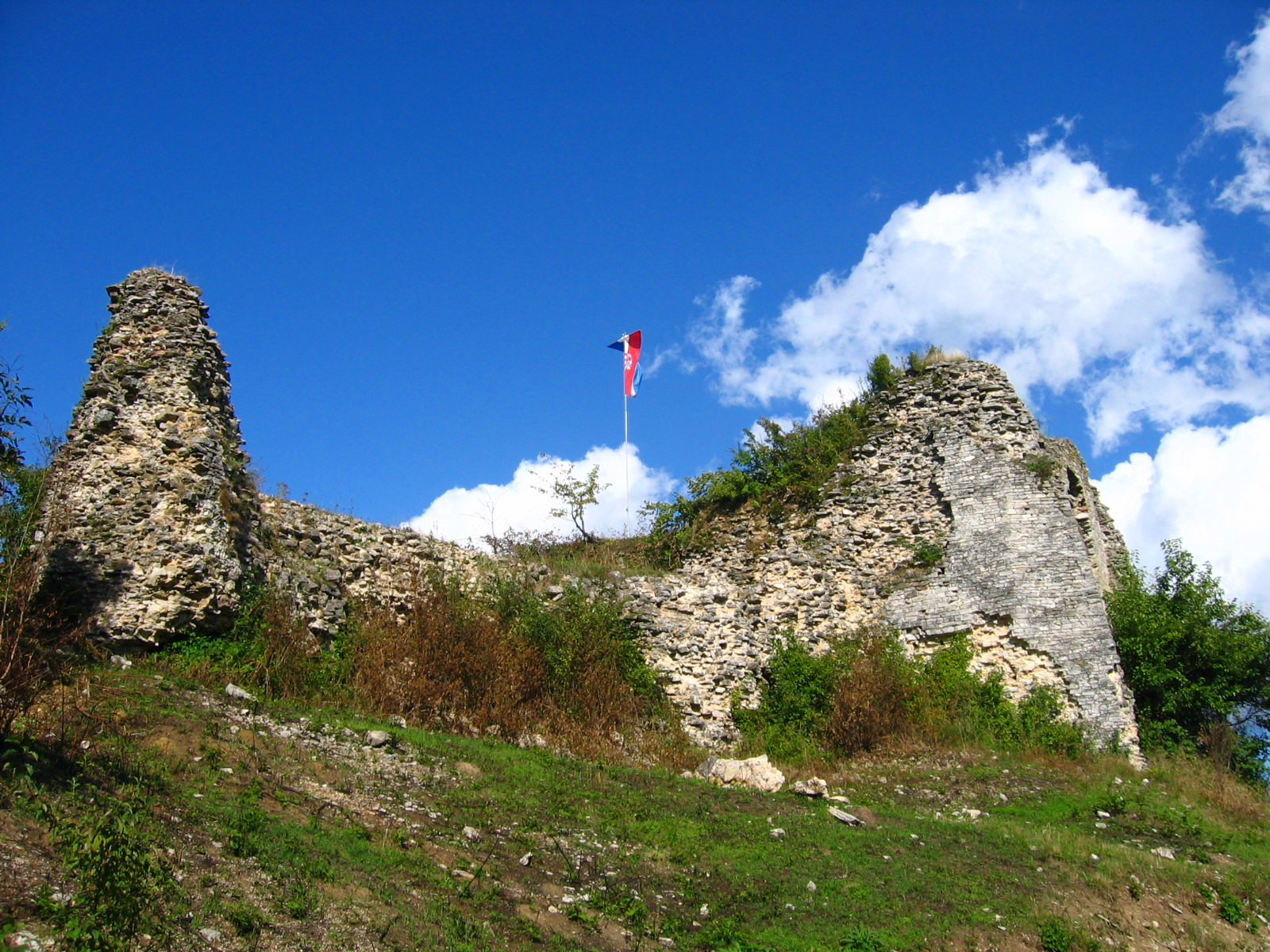
Burg Cetin nach Besteigung des Burghügels
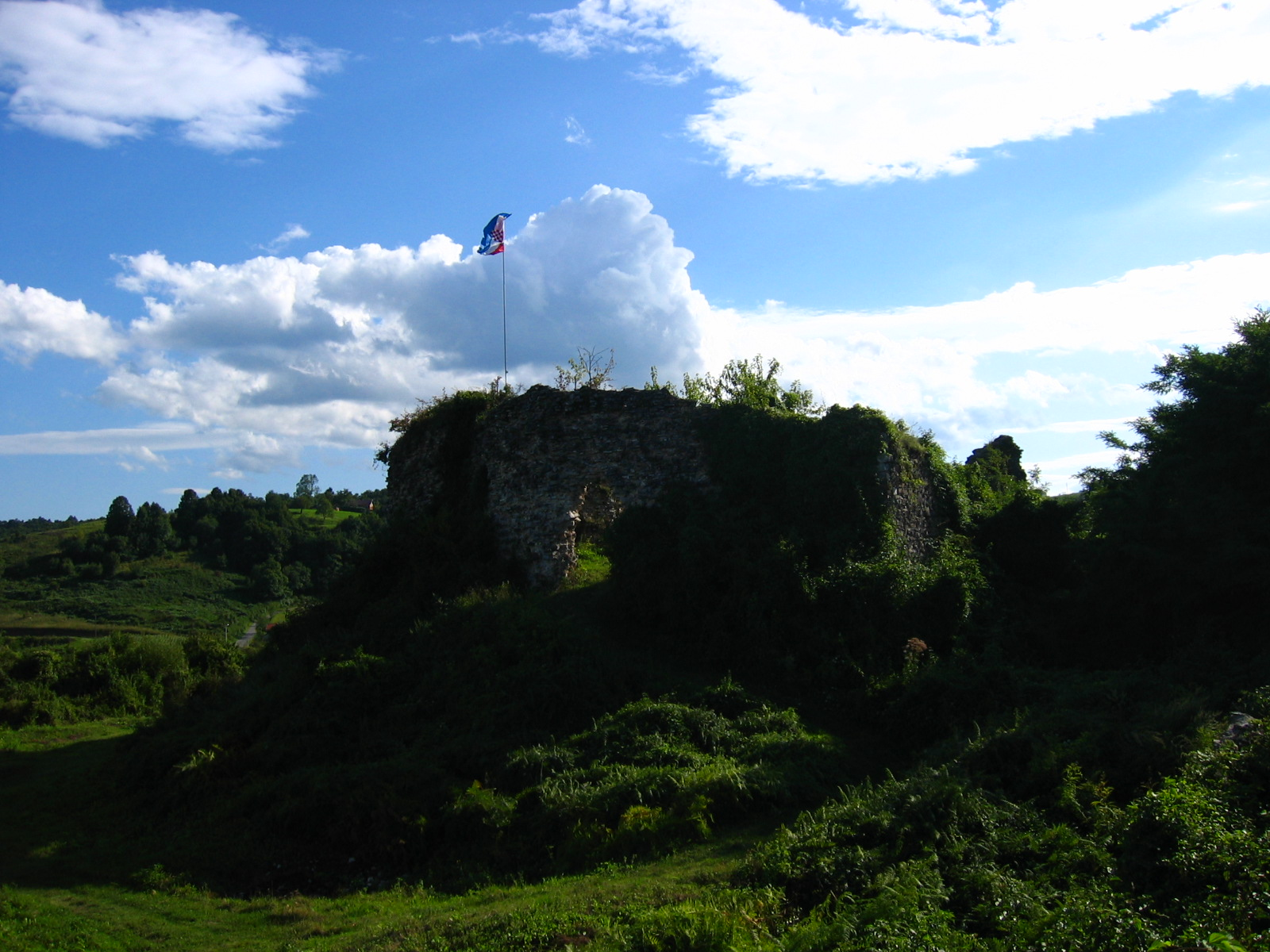
Burg Cetin von vorne, von Cetingrad aus gesehen
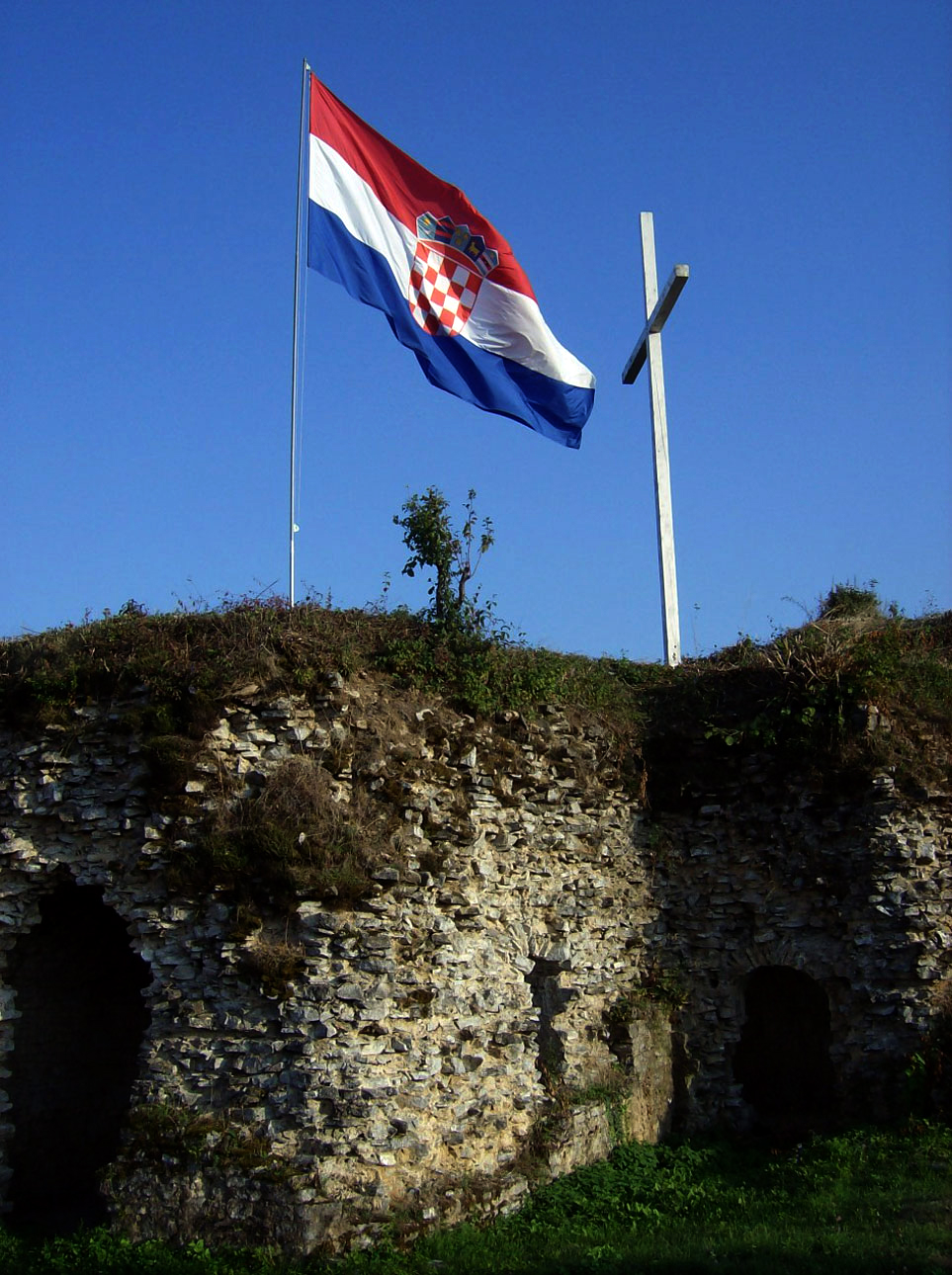
Burg Cetin
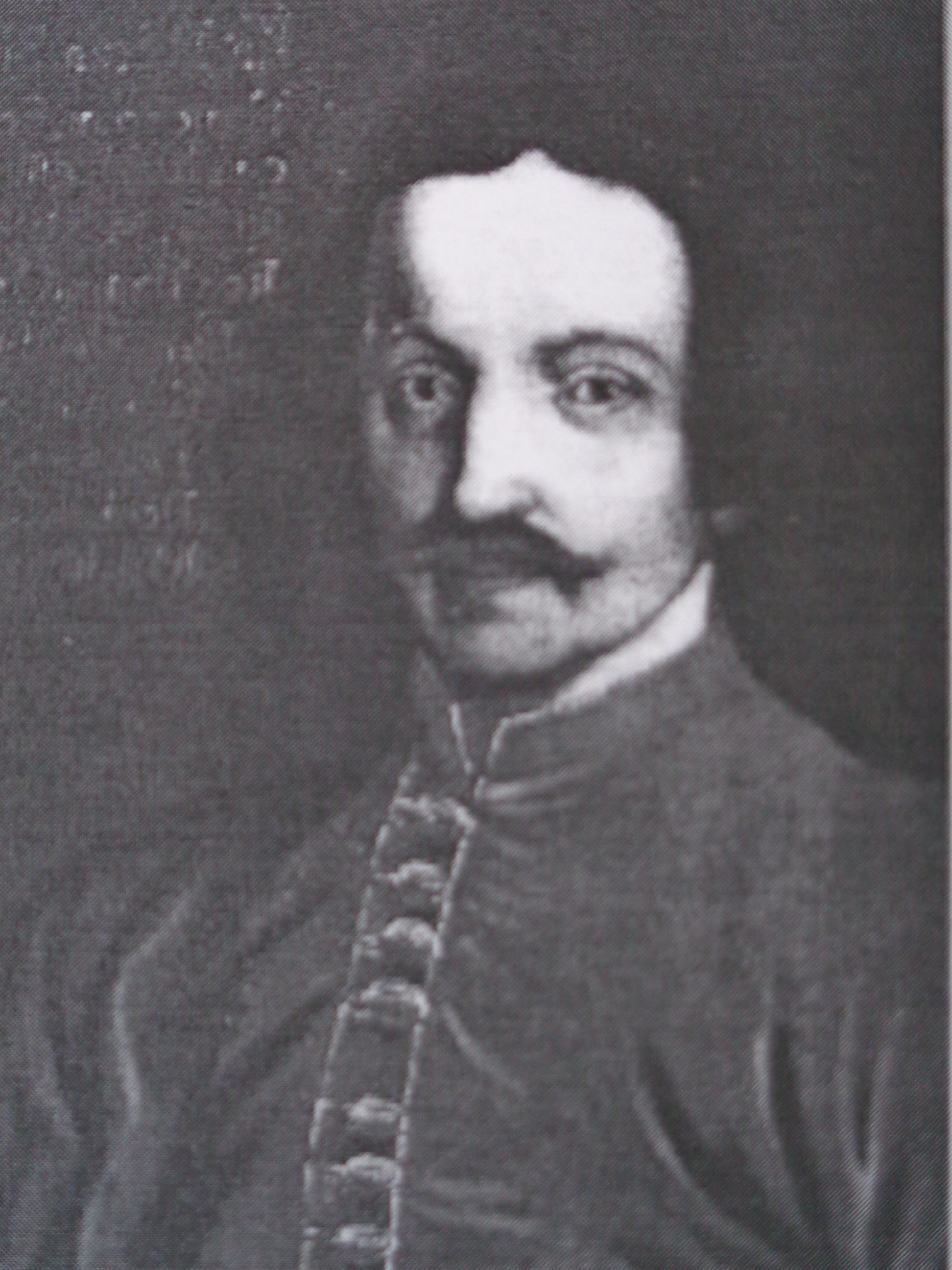
Juraj III. Frankopan, Besitzer der Burg und Unterzeichner der Charta von Cetingrad